# Bartington
Bartington – osada w Anglii, w hrabstwie ceremonialnym Cheshire, w dystrykcie (unitary authority) Cheshire West and Chester, w civil parish Dutton. Leży 22 km od miasta Chester. W 1931 roku civil parish liczyła 64 mieszkańców. Bartington jest wspomniana w Domesday Book (1086) jako Bertintune.